# Tannay-le-Mont-Dieu
Tannay-le-Mont-Dieu is een fusiegemeente (commune nouvelle) in het Franse departement Ardennes (regio Grand Est). De plaats maakt deel uit van het arrondissement Sedan. Tannay-le-Mont-Dieu is op 1 januari 2025 ontstaan door de fusie van de gemeenten Tannay en Le Mont-Dieu. De hoofdplaats van de nieuwe gemeente is Tannay.

## Geografie
De oppervlakte van Tannay-le-Mont-Dieu bedroeg op 1 januari 2022 32,76 vierkante kilometer; de bevolkingsdichtheid was toen 4,9 inwoners per km².
De onderstaande kaart toont de ligging van Tannay-le-Mont-Dieu met de belangrijkste infrastructuur en aangrenzende gemeenten.

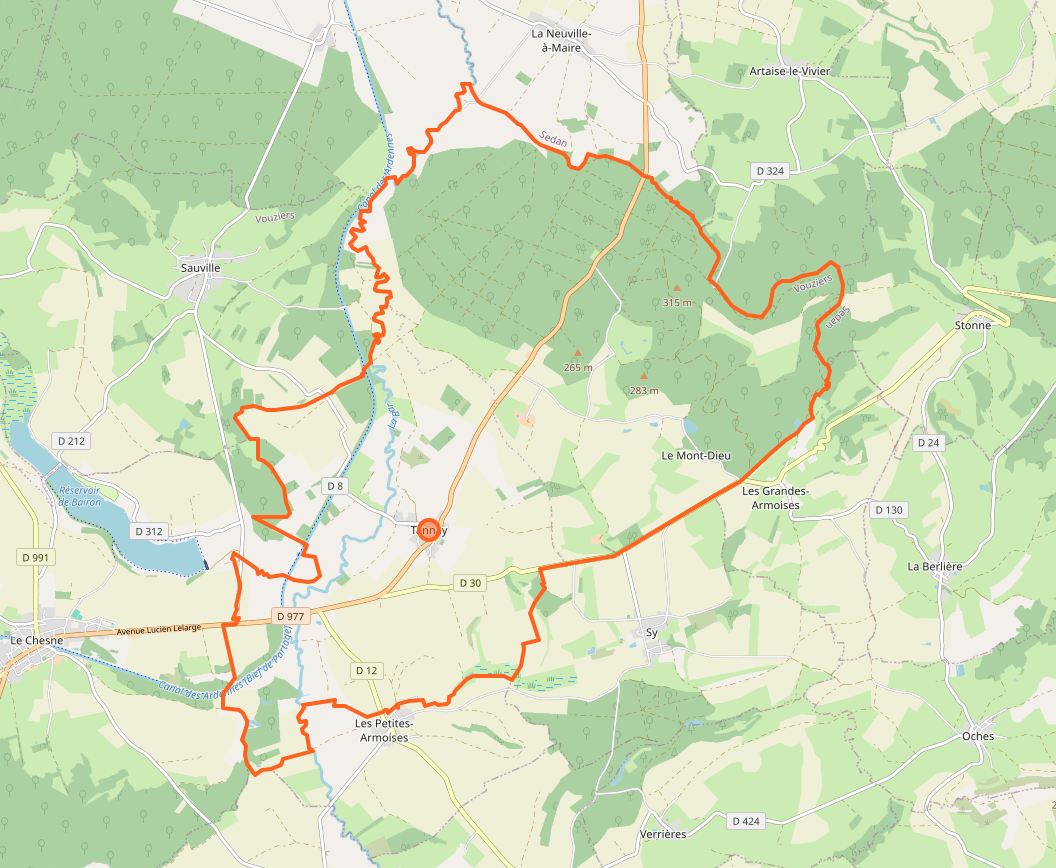

Angecourt · Les Grandes-Armoises · Les Petites-Armoises · Artaise-le-Vivier · Authe · Autruche · Bairon et ses environs · Ballay · Bar-lès-Buzancy · Bayonville · Belleville-et-Châtillon-sur-Bar · Belval-Bois-des-Dames · La Berlière · La Besace · Brieulles-sur-Bar · Boult-aux-Bois · Briquenay · Bulson · Buzancy · Chémery-Chéhéry · La Croix-aux-Bois · Fossé · Germont · Haraucourt · Harricourt · Imécourt · Landres-et-Saint-Georges · Maisoncelle-et-Villers · Montgon · La Neuville-à-Maire · Noirval · Nouart · Oches · Quatre-Champs · Raucourt-et-Flaba · Remilly-Aillicourt · Saint-Pierremont · Sauville · Sommauthe · Stonne · Sy · Tailly · Tannay-le-Mont-Dieu · Thénorgues · Toges · Vandy · Vaux-en-Dieulet · Verpel · Verrières · Vouziers